# Epistephium
Epistephium,  es un género  de orquídeas de hábitos terrestres. Fue propuesta por Kunth y publicado en Sinopsis Plantarum 1: 340 en 1822. Su especie tipo es Epistephium elatum Kunth. 

## Descripción
Sus flores, muy abiertas, recuerdan más a Cattleya y Laelia que a las de Cleistes, de las que son parientes cercanos, son más decorativos que los de este última, pero menos que los de la primera. Sus flores vienen en sucesión, en forma de racimos terminales y dura un poco más  que los de Cleistes.
Las especies de este género pueden ser reconocidos dentro de esta tribu, porque no son trepadoras, presentan clorofila, semillas aladas y ovario y sépalos glabros.
Además, Epistephium se  caracteriza porque los tallos son moderadamente altos, con extensiones, generalmente solitarias, a veces ramificadas en algunas especies , que puede alcanzar los cinco metros de altura, con rizomas subterráneos, raíces largas lineales, un poco carnosas, frágiles, cubiertas de pelo. Hojas coriáceas y brillantes, ovaladas, con o sin corto pecíolo.
Las flores, normalmente de color rosa o púrpura. Los sépalos y pétalos son gratis. El labelo todo o ligeramente lobulada, gratis columna o, en algunas especies, algo unido a él en la base, con el disco adornado con flecos, el pelo interesante, o escalas flabeladas pabulares que los insectos comen.
Son especies que raramente sobreviven ser trasplantadas debido a los daños producidos a sus frágiles raíces y rizomas.

## Distribución y hábitat
Es un género integrado por una veintena de especies de plantas herbáceas de hábitos terrestres, erectas, generalmente anuales, que se distribuyen por pastizales y sabanas, posiblemente ciervo, y la costa de arena de Norteamérica, al sur de Brasil, Paraguay y Bolivia, y una sola especie nativa de América Central y algunas en las islas del Caribe.

## Etimología
El nombre viene del griego epi, sobre y stephanos, corona, en referencia al formato de sus cápsulas.

## Especies
1. Epistephium amabile Schltr., Repert. Spec. Nov. Regni Veg. Beih. 9: 42 (1921).
2. Epistephium amplexicaule (Ruiz & Pav.) Poepp. & Endl., Nov. Gen. Sp. Pl. 1: 52 (1836).
3. Epistephium brevicristatum R.E.Schult., Amer. Orchid Soc. Bull. 25: 259 (1956).
4. Epistephium chironii J.Carpio-Lau, M.Mendoza-Tincopa & E.A.Molinari-Novoa. Rev. Richardiana. Vol., 16. Noviembre, 2015. Pp. 26-32.
5. Epistephium duckei Huber, Bol. Mus. Goeldi Hist. Nat. Ethnogr. 7: 287 (1913).
6. Epistephium elatum Kunth in F.W.H.von Humboldt, A.J.A.Bonpland & C.S.Kunth, Nov. Gen. Sp. 6: t. 632 (1825).
7. Epistephium ellipticum R.O.Williams & Summerh., Bull. Misc. Inform. Kew 1928: 145 (1928).
8. Epistephium frederici-augusti Rchb.f. & Warsz., Bonplandia (Hannover) 2: 97 (1854).
9. Epistephium hernandii Garay, Amer. Orchid Soc. Bull. 30: 498 (1961).
10. Epistephium herzogianum Kraenzl., Repert. Spec. Nov. Regni Veg. 6: 21 (1908).
11. Epistephium lamprophyllum Schltr., Repert. Spec. Nov. Regni Veg. Beih. 27: 127 (1924).
12. Epistephium laxiflorum Barb.Rodr., Gen. Spec. Orchid. 1: 173 (1877).
13. Epistephium lobulosum Garay, Opera Bot., B 9(225: 1): 56 (1978).
14. Epistephium lucidum Cogn.,  Fl. Bras. 3(4): 141 (1893).
15. Epistephium matogrossense Hoehne, Arq. Bot. Estado São Paulo, n.s., f.m., 1: 128 (1944).
16. Epistephium parviflorum Lindl., Gen. Sp. Orchid. Pl.: 433 (1840).
17. Epistephium portellianum Barb.Rodr., Gen. Spec. Orchid. 1: 172 (1877).
18. Epistephium praestans Hoehne, Relat. Commiss. Linhas Telegr. Estratég. Matto Grosso Amazonas 5: 26 (1910).
19. Epistephium sclerophyllum Lindl., Gen. Sp. Orchid. Pl.: 433 (1840).
20. Epistephium sessiliflorum Lindl., Orchid. Linden.: 26 (1846).
21. Epistephium speciosum Barb.Rodr., Rev. Engenh. 3: 74 (1881).
22. Epistephium subrepens Hoehne, Arq. Bot. Estado São Paulo, n.s., f.m., 1: 127 (1944).
23. Epistephium williamsii Hook.f., Bot. Mag. 90: t. 5485 (1864).